# Eva Eisler
Eva Eisler, rozená Tlustá (* 27. července 1952, Praha) je česká šperkařka, designérka a vysokoškolská pedagožka světového významu a renomé.

## Kariéra
Po studiu střední výtvarné školy v Praze a praxi v roce 1983 spolu s manželem, architektem Johnem Eislerem odešla do Spojených států, kde se věnovala práci designérky interiérového vybavení, také v souvislosti s projekty staveb Johna Eislera, a tvorbě šperku. Formou stipendií pobývala na několika institucích v USA i v Německu. Dále přednášela na amerických školách, především na prestižní Newyorské univerzitě, na Parsons School of Design a na Rhode Island School of Design. Po roce 1989 žila střídavě v Praze a New Yorku. Od roku 2006 žije v Praze, od roku 2008 vyučuje na Vysoké škole uměleckoprůmyslové v Praze, kde na katedře užitého umění vede ateliér K.O.V. (= koncept, objekt, význam). Oproti svému předchůdci, profesoru Vratislavu Karlu Novákovi, rozšířila program výuky ateliéru ze šperku a kovu na další oblasti a materiály. V roce 2014 obhájila habilitační práci a byla jmenována docentkou, od roku 2019 je profesorkou.

## Tvorba
Věnuje se tvorbě vlastního šperku a interiérovému designu, především ve stylu minimalismu. Své šperky geometrických forem tvoří z leštěné oceli nebo ze stříbra. Dále působí jako kurátorka výstav vlastních děl i výstav prací svých studentů v České republice i v zahraničí.

## Zastoupení ve sbírkách (výběr)
USA:
- New York: Brooklyn Museum of Art, Cooper-Hewitt Design Museum, Museum of Arts and Design, Metropolitan Museum of Art
- Washington: Renwick Gallery (Smithsonian Art Museum)[3]
- Montreal: Museum of Fine Arts
- Boston: Museum of fine Arts
- Houston
- Německo: Mnichov Pinakothek der Moderne.

Zúčastnila se mnoha samostatných a skupinových výstav po celém světě.